# Dušníky
Dušníky (en allemand : Duschnik) est une commune du district de Litoměřice, dans la région d'Ústí nad Labem, en Tchéquie. Sa population s'élevait à 446 habitants en 2021.

## Géographie
Dušníky se trouve à 5 km à l'ouest de Roudnice nad Labem, à 14 km au sud-est de Litoměřice, à 29 km au sud-est d'Ústí nad Labem et à 43 km au nord-ouest de Prague.
La commune est limitée par Nové Dvory au nord, par Roudnice nad Labem à l'est, par Přestavlky au sud et par Budyně nad Ohří à l'ouest.

## Histoire
La première mention écrite de la localité date de 1226.

## Transports
Par la route, Dušníky se trouve à 7 km de Roudnice nad Labem, à 15 km de Litoměřice, à 40 km d'Ústí nad Labem et à 56 km de Prague.